# I. Adeodát pápa
I. Szent Adeodát (latinul: Adeodatus), más néven Deusdedit (? – 618. november 8.) lehetett Szent Péter 68. követője 615. november 13-tól. Pontifikátusának évei alatt Itália lakói háborúkat és természeti csapásokat szenvedtek el. A nagy felfordulásban a szent pápa legfőbb feladata a hit és remény fenntartása, valamint az elesettek támogatása volt. A zavaros időszakból más igazán nem is maradhatott fenn az emberséges egyházfőről.

## Élete
A buzgó hitéről és jótékonyságáról ismert Adeodát Rómában született egy szigorúan vallásos keresztény családban. István szubdiakónus gyermeke volt, így nem véletlen, hogy a papi hivatást választotta.
Amikor Bonifác pápa meghalt, a római zsinat Adeodátot tette meg az egyház első vezetőjének, azonban felszentelése ismeretlen okok miatt neki is több mint öt hónapot késett. 615. október 19-én végül ő lett a keresztény egyház feje. Trónra lépésekor Itália békéjét felborították a bizánci seregek. A háborúk hatalmas nyomorúságot, szegénységet, éhezést és járványokat hoztak az egykori virágzó birodalom szívébe. Többször érte el Rómát a lepra és pestis járvány, ráadásul hatalmas földrengés is sújtotta Rómát. A pápai birtokok gazdaságát erős kézzel irányította, hogy jusson a nélkülözőknek. A háborús időkben leadta egyházfői kényelmét, és segítette a szegényeket, elesetteket. Többször végigutazta Itáliát, hogy lelket öntsön az elszegényült, kirabolt püspökökbe és más egyháziakba.
Egyes krónikák szerint Adeodát benedek rendi szerzetes volt, de ezt nem bizonyították kétséget kizáróan. Az bizonyos, hogy szoros kapcsolatban állt a termelő szerzetesrendekkel, és sokszor támogatásukat kérte. Forrásaink szerint az ő nevéhez kötődnek azok az ólom pecsétek is, amelyekkel később minden pápai levelet lezártak. Ezeket bullae-knak, vagyis pápai bulláknak nevezték. Adeodát bullájának előlapján a Jó Pásztor képe látható nyája között, alatta az alfa és ómega betűk jelzik Isten hatalmát minden felett. A hátoldal mindössze ezt a feliratot viseli: Deusdedit Papae. 
Ünnepnapja november 8.

## Művei
- Documenta Catholica Omnia (latin nyelven). (Hozzáférés: 2011. december 6.)